# Haskerdijken
Haskerdijken est un village situé dans la commune néerlandaise de Heerenveen, dans la province de la Frise. Son nom en frison est Haskerdiken.

## Histoire
Haskerdijken fait partie de la commune d'Haskerland avant 1984, date à laquelle elle est intégrée dans la nouvelle commune de Skarsterlân. Le 1er janvier 2014, le village est rattaché à la commune d'Heerenveen.

## Démographie
Le 1er janvier 2008, le village comptait 426 habitants.